# Ковальский, Владислав (футболист)
Владислав Ковальский (пол. Władysław Kowalski; 17 апреля 1897, Краков — 21 сентября 1939) — польский военный, футболист, игрок сборной Польши.
Воевал в Польских легионах. После того, как Польша получила независимость, был бухгалтером, руководителем канцелярии факультета права Ягеллонского университета.
Ковальский был футболистом, нападающим варшавской «Легии» (1920—1921) и Вислы Краков. За сборную Польши провёл четыре игры, в них забил два гола (оба — Эстонии 25 сентября 1923 года).
Погиб в боях против Красной Армии под городом Ходоров.